# Betty Who
Betty Who (* 5. Oktober 1991 in Sydney als Jessica Anne Newham) ist eine australische Popsängerin und Songwriterin.

## Karriere
Jessica Anne Newham wuchs in Sydney auf und studierte erst am Interlochen Center for the Arts in Michigan und später am Berklee College of Music in Boston Musik. Dort lernte sie den Produzenten Peter Thomas kennen, mit dem sie erste Lieder aufnahm. Somebody loves you wurde 2012, nachdem es als kostenloser Download auf SoundCloud zur Verfügung gestellt wurde, zu einem viralen Hit. Ihren Künstlernamen Betty Who entnahm sie einem ihrer ersten selbstgeschriebenen Lieder.
Der Erfolg machte die Musikindustrie auf Betty Who aufmerksam, 2013 unterzeichnete sie einen Plattenvertrag bei RCA Records. Somebody loves you konnte sich 2014 auf Platz eins der US-Dance-Charts platzieren, das Debüt-Album Take Me When You Go erreichte Platz 68 der Billboard 200. New York beschreibt ihren Stil „...zwischen Katy Perry und Robyn, mit Frechheit und Zuversicht“.
2015 trat sie im Vorprogramm der Australientournee ihrer Landsfrau Kylie Minogue auf, nachdem sie bereits 2014 Opener für Katy Perry in Australien war. I Love You Always Forever, eine Coverversion des 1996er Hit von Donna Lewis, wurde 2016 ihre dritte Nummer-Eins in den US-Dance-Charts sowie ein Top-Ten-Hit in ihrer Heimat. 2016 veröffentlichte sie mit Troye Sivan die Single Heaven. 2018 nahm sie einen Remix von All Things (Just Keep Getting Better) auf, welcher als Titelmusik der Fernsehsendung Queer Eye verwendet wird. Ihr drittes Studioalbum Betty erschien 2019 auf dem Plattenlabel AWAL.
Betty Who ist mit dem Fotografen Zak Cassar, dem Sohn von Jon Cassar, verlobt. Betty Who engagiert sich für die LGBT*-Gemeinschaft.

## Diskografie
Studioalben
- 2014: Take Me When You Go
- 2017: The Valley
- 2019: Betty
- 2022: Big!

EPs
- 2013: The Movement
- 2014: Slow Dancing
- 2014: Worlds Apart
- 2018: Betty, Pt. 1

Singles (Auswahl)
- 2012: Somebody Loves You
- 2014: Heartbreak
- 2015: All of You
- 2016: I Love You Always Forever
- 2016: Human Touch
- 2017: Some Kinda Wonderful
- 2017: Mama Say

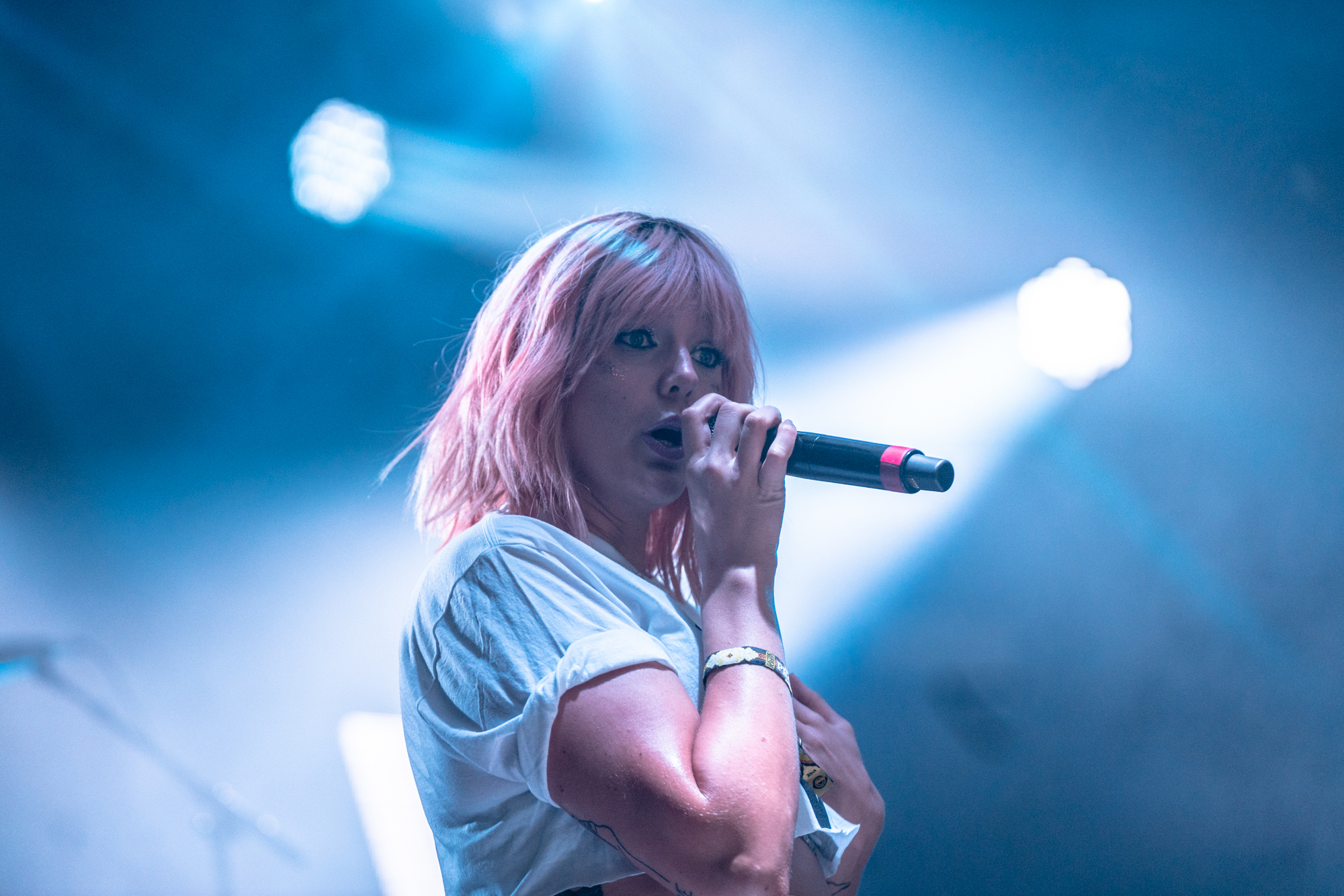
Betty Who 2018

- 2017: If You’re Hearing This (feat. Hook N Sling & Parson James)
- 2018: Ignore Me
- 2018: Look Back
- 2018: Taste
- 2018: All Things (Just Keep Getting Better)
- 2018: Between You & Me
- 2019: I Remember
- 2019: Language

Gastbeiträge
- 2016: Heaven (Troye Sivan feat. Betty Who)
- 2018: Rocket Girl (Lemaitre feat. Betty Who)
- 2019: Lovely (Fly By Midnight feat. Betty Who)

Remixes
- 2013: Neon Lights (Betty Who Remix) für Demi Lovato

## Auszeichnungen für Musikverkäufe
| Goldene Schallplatte - Neuseeland - 2018: für die Single I Love You Always Forever 2× Platin-Schallplatte - Australien - 2017: für die Single I Love You Always Forever |

Anmerkung: Auszeichnungen in Ländern aus den Charttabellen bzw. Chartboxen sind in ebendiesen zu finden.
| Land/RegionAuszeichnungen für Musikverkäufe (Land/Region, Auszeichnungen, Verkäufe, Quellen) | Gold  | Platin     | Verkäufe | Quellen          |
| -------------------------------------------------------------------------------------------- | ----- | ---------- | -------- | ---------------- |
| Australien (ARIA)                                                                            | —     | 2× Platin2 | 140.000  | aria.com.au      |
| Neuseeland (RMNZ)                                                                            | Gold1 | —          | 15.000   | radioscope.co.nz |
| Insgesamt                                                                                    | Gold1 | 2× Platin2 |          |                  |

## Filmografie (Auswahl)
- 2020: Unpregnant

## Künstlerauszeichnungen
- NewNowNext Awards
  - 2014: „Best New Musician“[9]